# Garfield (1980-1990)
Garfield (o denominado por algunos Garfield Clásico) es una serie estadounidense de dibujos animados basadas en el personaje de historietas Garfield. La serie fue creada por Jim Davis (creador de la historieta). Consta de 13 episodios con una duración variada desde 18 a 60 minutos, que se emitieron de forma estreno anualmente en la cadena CBS durante los años 80 y principios de los 90. La razón por la cual dejó de producirse probablemente se debe al éxito de la caricatura Garfield y sus amigos, la cual provocó innecesario seguir produciendo episodios.

## Personajes
- Garfield: Es el protagonista de los largometrajes, un gordo gato de rayas anaranjadas, de color naranja, suele dormir o comer de forma excesiva, molestando a su amigo Odie y su amo Jon Bonachón, sus platos preferidos son las pastas.
- Odie: Es la otra mascota de Jon, suele ser muy tonto y distraído, es un perro de color amarillo con orejas marrones, es muy tranquilo y juguetón, Garfield suele mandarlo y engañarlo sin embargo con perros y gatos generalmente sucede lo contrario.
- Jon Arbuckle: Es el amo y dueño de Garfield y Odie, es un atareado humano que se encarga de hacer las tareas diarias de cualquier persona, en espacial, de encargarse de Garfield y Odie por sus desastres.

## Especiales de TV (1982-1991)
Esta lista muestra los especiales de televisión de Garfield, recopilados como episodios:
| # | Título                                                               | Fecha de lanzamiento    |
| --- | -------------------------------------------------------------------- | ----------------------- |
| 1 | Here Comes Garfield (Aquí viene Garfield)                            | 25 de octubre de 1982   |
| Gafield se levanta en la mañana con hambre y ganas de desayunar, y levanta a su amo Jon Bonachón, luego en la mesa Odie asusta a Jon y Garfield por accidente y Garfield y Odie salen afuera de la casa a pelear cuando el vecino de al lado harto de Garfield y Odie llama al control de animales, y por error, se llevan a Odie, ahora Garfield deberá rescatar a Odie del peligro de ser dormido con Gas. |                                                                      |                         |
| 2 | Garfield on the town (Garfield en la ciudad)                         | 28 de octubre de 1983   |
| Jon en un viaje en auto con Garfield, Garfield mirando por la ventana Jon al dar vuela en una esquina Garfield se baja del auto por la ventana de la puerta quedando en las calles de la ciudad. |                                                                      |                         |
| 3 | Garfield in the Rough (Garfield en el Bosque)                        | 26 de octubre de 1984   |
| Garfield y Jon están aburridos de la rutina y se largan de vacaciones, cuando todo que estaba en blanco y negro se vuelve color, pero Garfield queda desilusionado de nuevo porque sabe que sus vacaciones será ir de campamento. |                                                                      |                         |
| 4 | Garfield's Halloween Adventure (Garfield y su aventura de Halloween) | 30 de octubre de 1985   |
| Garfield después de chantajear a Odie se van a pedir dulces cuando Garfield después de pedir dulces en toda la ciudad se va en canoa con Odie para pedir dulces del otro lado del río. |                                                                      |                         |
| 5 | Garfield in Paradise (Garfield en el paraíso)                        | 27 de mayo de 1986      |
| Garfield y Jon se van de viaje a una isla en avión y al llegar al aeropuerto de la isla Jon descubre a Odie en su maleta, luego de eso se pasan el resto de las vacaciones con una gran aventura. |                                                                      |                         |
| 6 | Garfield Goes Hollywood (Garfield va a Hollywood)                    | 8 de mayo de 1987       |
| Garfield y Odie y JOn ganan en un concurso mil dólares, y por su fama se ganan un viaje a Hollywood para determinar su estrellado. |                                                                      |                         |
| 7 | A Garfield Christmas (La Navidad de Garfield)                        | 20 de diciembre de 1987 |
| Garfield, Odie y Jon pasan como en todos los años Navidad en casa de los Bonachón, a Garfield le agradaba más la idea de quedarse en casa y no viajar. |                                                                      |                         |
| 8 | Happy Birthday, Garfield (Feliz cumpleaños Garfield)                 | 17 de mayo de 1988      |
| El creador de Garfield, Jim Davis, presenta entre bastidores la celebración del 10º aniversario del gato come-pasta. Jim Davis es el anfitrión. |                                                                      |                         |
| 9 | Garfield: His 9 Lives (Garfield y sus 9 vidas)                       | 17 de noviembre de 1988 |
| Esta colección de relatos, que en ocasiones resulta muy divertida y en otras muy emotiva, narra las nueve diferentes vidas de Garfield, desde su existencia como felino prehistórico-neandertal hasta su última vida como astronauta en situaciones complicadas. |                                                                      |                         |
| 10 | Garfield's Babes and Bullets (Garfield y la vida de chicas y tiros)  | 23 de mayo de 1989      |
| Garfield se encierra en el armario de Jon debido a su aburrimiento, y se imagina envuelto en un asesinato tomando el rol de detective privado. |                                                                      |                         |
| 11 | Garfield's Thanksgiving (Día de Acción de Gracias de Garfield)       | 22 de noviembre de 1989 |
| Jon se enamora de la veterinaria de Garfield, quien le impone una dieta al gato, y decide invitarla a cenar junto a ellos en el Día de Acción de Gracias. |                                                                      |                         |
| 12 | Garfield's Feline Fantasies (Fantasías felinas de Garfield)          | 18 de mayo de 1990      |
| Garfield y Odie fantasean con que están en una misión en Oriente Medio para recuperar la Banana de Bombay, el símbolo del humor para las naciones de todo el mundo. |                                                                      |                         |
| 13 | Garfield Gets a Life (Garfield obtiene una vida)                     | 8 de mayo de 1991       |
| Garfield y su dueño están estancados. Jon no puede conseguir una cita, hasta que una escuela para personas con problemas de personalidad abre una nueva ventana de oportunidades para Jon, pero está cerrada para Garfield. |                                                                      |                         |